# Кринки (річка)
Кринки (Великі Кринки) — річка у Шевченківській селищній громаді Куп'янського району Харківської області, ліва притока Великого Бурлука.

## Загальні відомості
Довжина річки Кринки 7 км, площа її басейну 28 кв. км. Падіння річки 27 метрів, похил 5,4 м/км. Бере початок з джерел у балці Кринки південно-східніше села Василенкове на висоті над рівнем моря. Річка  впадає у річку Великий Бурлук з лівого берега на відстані 18 км від його гирла. Річище Кринки розіляється на 5 рукавів біля його гирла.
Протікає територією Василенківської сільської ради Шевченківського району Харківської області через села Худоярове та Василенкове.
У 1845 році вперше згадується назва річки на карті міста Чугуєв під назвою Великі Кринки. В давні часи селяни навколишніх сіл в балці річки викопали кілька криниць круглої форми, які називали кринками. Від цього слова утворилася назва річки і балки.
Басейн річки -  хвиляста рівнина з абсолютними висотами від 165 м в селі Новостепанівка на вододілі річок Кринки і Сонки до 97 м на заплаві в пониззі річки.  
У селі Худоярове від з'єднання двох лощин починається балка Кринки — довжина 7 км, ширина  300—500 м, глибина  до 20 м.
Заплава річки заболочена, в середній течії — лучна. Ширина її переважно 30-50 метрів. Річище Кринки, замулене, його ширина від 1 до 8 метрів, глибина до 1 метра. Береги низькі, в  середній течії — урвисті, висотою до одного метра. Річище Кринки заросло болотною рослинністю. Швидкість течії незначна.
Вода в річці чиста, використовується для господарських потреб населення.

## Притоки
- Балка Кринка - права притока, протікає через село Малі Кринки, впадає до річки Великі Кринки у селі Василенкове.[1]
  - Яр Германів - притока балки Кринка[2]
- Кудоярова гребля[3]